# Claterna
Claterna é um gênero de traça pertencente à família Arctiidae.